# Brian Marwood
Brian Marwood (* 5. Februar 1960 in Seaham) ist ein ehemaliger englischer Fußballspieler. Der Flügelspieler, der zumeist auf der rechten und sporadisch auf der linken Seite zum Einsatz kam, gewann 1989 mit dem FC Arsenal die englische Meisterschaft. Anschließend hatte er aber vermehrt mit Verletzungen zu kämpfen und agierte von 1990 bis 1993 als Vorsitzender der Spielergewerkschaft PFA. Danach arbeitete er zunächst als Kommentator für Radio 5 Live, Sky Sports und STAR Sports sowie als Marketing Manager für den Sportartikelhersteller Nike. 2011 folgte er Garry Cook als Fußballadministrator bei Manchester City.

## Sportlicher Werdegang
Als „Eigengewächs“ der Jugendabteilung von Hull City und nach ersten Erfahrungen im Reserveteam kam der schnelle und trickreiche Marwood in der Saison 1979/80 zu ersten Drittligaeinsätzen für die „Tigers“. Zwar stieg er mit dem Klub nach Ablauf der Saison 1980/81 in die Viertklassigkeit ab, jedoch war er fortan Schlüsselspieler des Teams, das sich anschickte, innerhalb der folgenden vier Jahre bis hinauf in die zweite Liga zu marschieren. In der ersten Aufstiegssaison 1982/83 steuerte Marwood gleich 19 Tore bei und auch in der folgenden Spielzeit 1983/84 war der nächste Aufstieg in Reichweite. Am letzten Spieltag erzielte er beide Treffer zum 2:0-Erfolg, der angesichts des benötigten Sieges mit drei Toren Unterschied nicht ausreichte. Zwar musste sich Hull City aufgrund des nur um ein Jahr aufgeschobenen Aufstiegs nicht lange grämen, aber Marwood hatte den Verein bereits im August 1984 in Richtung des Erstligaaufsteigers Sheffield Wednesday verlassen.
In das Team von Trainer Howard Wilkinson passte Marwood geradezu idealtypisch, sorgte dieser mit zahlreichen Flanken von der rechten Seite auf die Stürmer wie Lee Chapman und Garry Thompson doch für große Gefahr in den gegnerischen Strafräumen. Dazu zeigte er sich weiter torgefährlich und mit den 13 Ligatoren in der Saison 1985/86 war er treffsicherster Schütze der „Owls“, die in beiden Jahren nach der Rückkehr in die First Division in der oberen Tabellenhälfte landeten und zudem ein FA-Cup-Halbfinale erreichten – Marwoods Fehlen galt letztlich als nicht unmaßgeblich für die Niederlage gegen den FC Everton. In dieser Zeit galt er auch als möglicher Kandidat für die englische A-Nationalmannschaft, aber das Länderspieldebüt ließ noch länger auf sich warten fand erst am 16. November 1988 gegen Saudi-Arabien unter Trainer Bobby Robson statt – dem neun Minuten dauernden Auftritt für Chris Waddle folgte jedoch kein zweiter Auftritt mehr.
Im März 1988 wechselte Marwood zum FC Arsenal und in den verbleibenden Partien der Saison 1987/88 bestritt der Neuling noch vier Ligaspiele. Nach dem etwas verhaltenen Start gestaltete sich die folgende Spielzeit 1988/89 äußerst erfolgreich und Marwood eroberte sich schnell auf der linken Mittelfeldseite einen Stammplatz. Dabei begann er besonders spektakulär in den ersten vier Ligaspielen, in denen er jeweils ein Tor schoss. Damit wurde er schnell zu einem Leistungsträger in der von Trainer George Graham umgebauten Mannschaft und mit seinen Flanken trug er wesentlich dazu bei, dass Mittelstürmer Alan Smith am Ende bester Torschütze der First Division war und die „Gunners“ die englische Meisterschaft gewannen. Marwoods wichtigstes der insgesamt neun Ligatore war der 1:0-Siegtreffer am 15. April 1989 gegen Newcastle United. Damit wurde der Grundstein gelegt für den „Last-Minute-Titel“, den Arsenal am letzten Spieltag in Liverpool errang, wobei Marwood jedoch verletzungsbedingt nach seinem Tor nicht mehr in Erscheinung getreten war. In der folgenden Saison 1989/90 absolvierte Marwood vergleichsweise wenige 18 Pflichtspiele, in denen ihm zwar sechs Tore gelangen, aber die Blessuren nahmen nun derart zu, dass die Ankunft von Anders Limpar zu Beginn der Spielzeit 1990/91 ein baldiges Ende von Marwoods Engagement ankündigte. Im Oktober 1990 kehrte er schließlich nach Sheffield zu Wednesdays Lokalrivalen United zurück.
Bei Sheffield United erhoffte man sich von Marwoods Verpflichtung, dass diese für Flanken auf Stürmer wie Brian Deane und Tony Agana sorgte. Zwar stand Marwood in nur 17 Ligaspielen auf dem Feld, aber gemeinsam gelang dem Klub der Klassenerhalt. Berücksichtigt werden musste dabei Marwoods Engagement als neuer Vorsitzender der Spielergewerkschaft PFA und im Oktober 1991 schien eine Rückkehr in die nordostenglische Heimat bevorzustehen. Ein Leihgeschäft mit dem Zweitligisten FC Middlesbrough fand jedoch keine Fortsetzung und so kehrte er nach nur drei Ligapartien für „Boro“ zunächst nach Sheffield zurück, bevor er zum Zweitligisten Swindon Town wechselte und dort gegen Ende der Spielzeit 1992/93 elf Ligapartien absolvierte. Zu Beginn seiner letzten Profisaison 1993/94 ging er zum Drittligisten FC Barnet und beendete dort nach 18 Partien in der Startelf bis zum Jahresende sowie fünf Auftritten als Einwechselspieler in der Rückrunde seine aktive Laufbahn.

## Titel/Auszeichnungen
- Englische Meisterschaft (1): 1989